# Clubiona genevensis
Clubiona genevensis là một loài nhện trong họ Clubionidae.
Loài này thuộc chi Clubiona. Clubiona genevensis được Ludwig Carl Christian Koch miêu tả năm 1866.